# Mesochorus turbidus
Mesochorus turbidus är en stekelart som beskrevs av Schwenke 1999. Mesochorus turbidus ingår i släktet Mesochorus och familjen brokparasitsteklar. Inga underarter finns listade i Catalogue of Life.